# Шляпка гриба

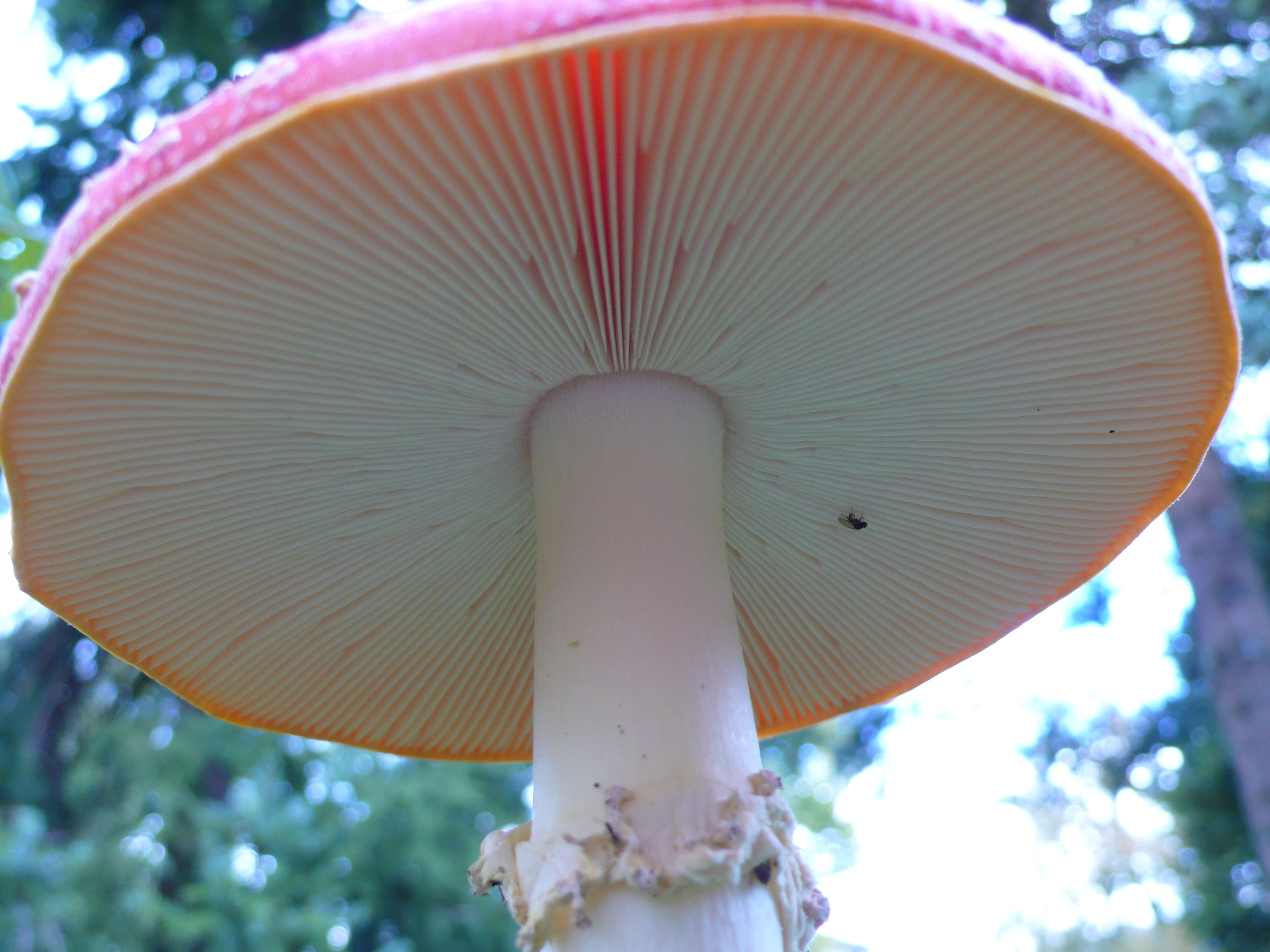
Шляпка мухомора красного

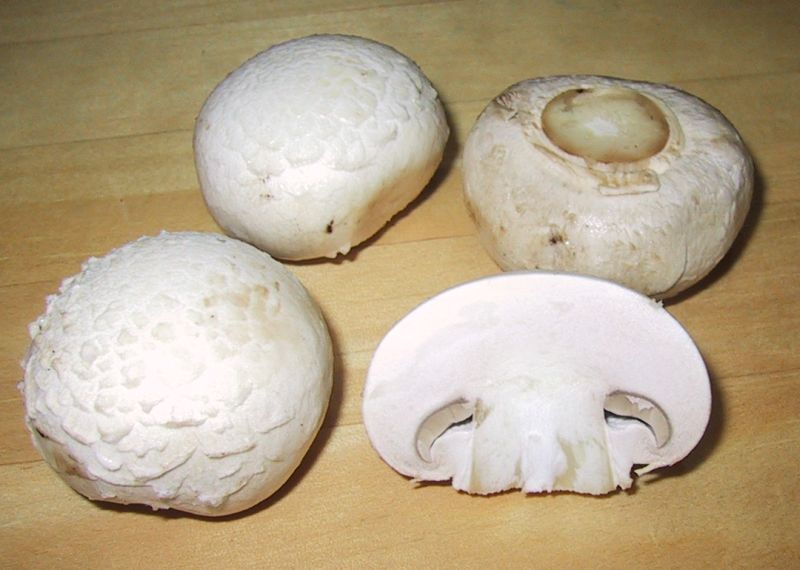
Шляпки шампиньонов

Шля́пка гриба́ (лат. pileus) — часть плодового тела шляпочного гриба, несущая гименофор. Форма шляпки, её размер, цвет, характер поверхности являются важными определительными признаками грибов.
Внутренняя, плотная часть шляпки называется мякотью; сверху она защищена тонкой кожицей (кутикула, или пилеипеллис), на нижней поверхности несёт гименофор со спороносным слоем гимением. Тип гименофора (гладкий, трубчатый, пластинчатый и т. п.) также важен для определения как больших групп грибов, так и отдельных видов.

## Форма шляпок
Различают следующие основные типы:
- Яйцевидная
- Шаровидная
- Полушаровидная (полукруглая)
- Выпуклая (подушковидная)
- Плоская (распростёртая)
- Вогнутая
- Коническая (конусовидная)
- Колокольчатая (колоколовидная)

Кроме этих основных, в научных описаниях могут даваться более точные определения формы шляпки, однако термины могут несколько различаться у разных авторов:

| - Округло-распростёртая - Конусовидно-распростёртая - Плоско-распростёртая - Выпукло-распростёртая - Вогнуто-распростёртая - Плоскоподушковидная - Выпуклоподушковидная - Плоскосводчатая | - Выпуклосводчатая - Плоская с углублением в середине - Тупоколоколовидная - Плоскоколоколовидная - Конусовидно-колоколовидная - Остроколоколовидная - Тупоконусовидная - Плоскоконусовидная | - Ширококонусовидная - Уплощённо-выпуклая - Глубоко вдавленная - Плосковоронковидная - Глубоковоронковидная - Чашевидная - Глубокочашевидная - Несимметричная (с ножкой или сидячая) |

Колокольчатая
Коническая
Выпуклая
Плоская с углублением
Плоская
Воронковидная
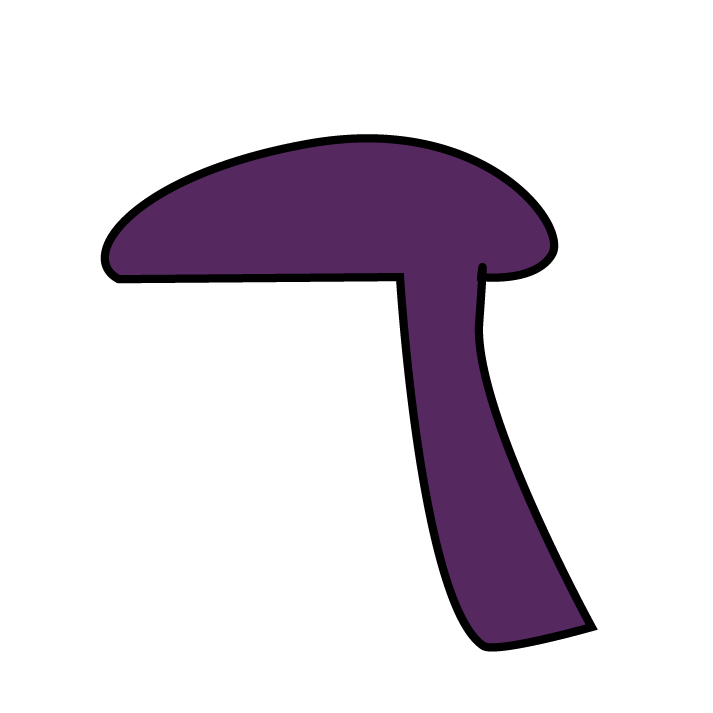
Несимметричная (с эксцентричной ножкой)
Полушаровидная
Выпуклая с вдавленной серединой
Уплощённо-выпуклая с округлым бугорком

В центре шляпки часто заметна выпуклость — бугорок, его наличие, относительный размер и форма может быть свойственна данному виду гриба. Верхушка бугорка может быть плоской, закруглённой или острой (конической).

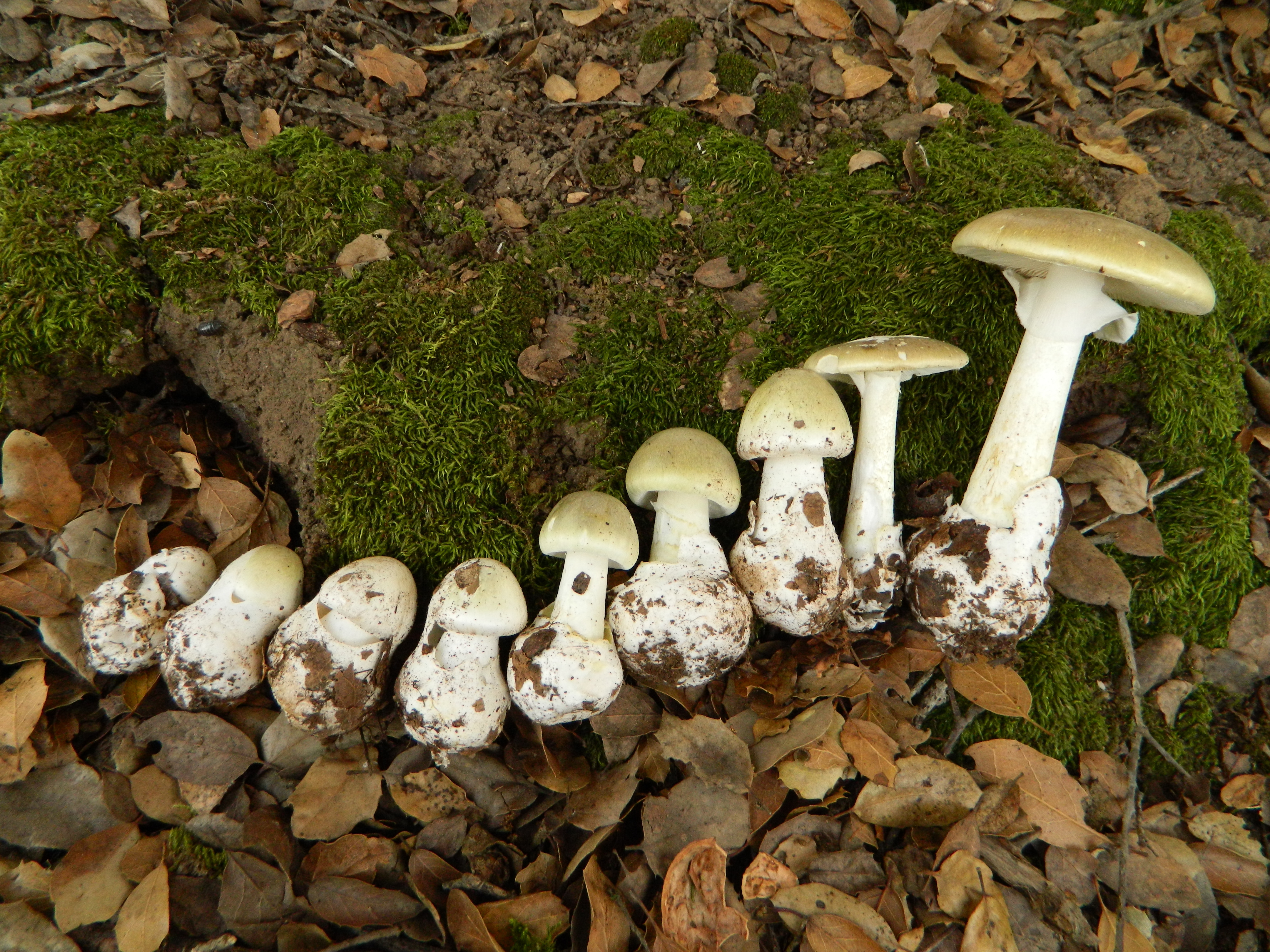
Изменение формы шляпки на разных стадиях роста бледной поганки

При определении следует учитывать, что форма шляпки может значительно изменяться при росте гриба. Многие грибы, имеющие у молодых плодовых тел шляпку полушаровидной или выпуклой формы, при созревании меняют её на плоскую или даже вогнутую.
Близкие по форме шляпки могут встречаться у грибов, относящихся к разным систематическим группам, но для многих групп характерны шляпки определённой формы. Например, подушковидные — для семейства болетовых, плоские или плоские с углублением — для сыроежковых, яйцевидные или колокольчатые — для навозников, конусообразные — для родов Мицена, Псатирелла, Галерина, воронковидные — для говорушек.

## Признаки края шляпки
Край шляпки является продолжением её центральной части и его форма во многих случаях является важным признаком, необходимым для точного определения гриба, а также несёт информацию о строении и развитии плодового тела. На поперечном срезе шляпки различают следующие формы её края:

Подвёрнутый, или подогнутый вниз
Скошенный, или загнутый книзу
Прямой
Тупой
Приподнятый
Завёрнутый вверх

Форма края шляпки с возрастом плодового тела может сильно меняться: если край подвёрнут или подогнут книзу, он разворачивается и становится всё более прямым, у старых грибов заворачивается кверху, при этом увеличивается площадь гименофора. Обрез края также меняется: если вначале он обычно ровный, то с возрастом может стать волнистым, лопастным, лопастно-рассечённым, что также служит для увеличения площади гименофора.
Край может быть стерильным, если гименофор кончается, не доходя до него.
По волокнам, плёнчатым лоскутам, комочкам слизи на краю шляпки определяют наличие и тип частного покрывала.

## Признаки кожицы и поверхности шляпки
- Цвет может варьировать в зависимости от природных условий. Известно множество цветовых вариаций грибов, растущих под разными деревьями или на разных типах почвы, в затенённых или светлых местах.
- Возможность отделения от мякоти. У маслят, некоторых строфарий кожица легко отделяется, есть грибы, у которых снять кожицу можно только возле краёв шляпки, в центре же она прочно прирастает.
- Характер поверхности. Поверхность может быть гладкой, сухой или слизистой, или покрытой характерной формы трещинами, хлопьями (остатками покрывал), волокнами и чешуйками. Слизистость или клейкость кожицы зависит от погодных условий: в засушливое время этот признак незаметен. На вид поверхность может быть блестящей, зернисто-блестящей, матовой, бархатистой, мучнистой.
- Складчатость или радиальный штриховой рисунок. Если мякоть у гриба очень тонкая, то через кожицу могут просвечивать пластинки и образуется характерный штриховой рисунок, особенно заметный возле краёв шляпки. У некоторых грибов мякоть почти отсутствует, и поверхность шляпки приобретает складчатую фактуру.

Признаки шляпки по характеру поверхности
- Сухая поверхность не становится слизистой или липкой в сырую погоду, выглядит матовой. Характерна для таких родов, как Моховик (Xerocomus), Ксеромфалина (Xeromphalina), Негниючник (Marasmius),
- Слизистая поверхность хорошо определяется в сырую погоду, она гладкая и блестящая, липко-пачкающая или слабо слизистая, с которой палец легко соскакивает. Слизистой и липкой может быть вся поверхность или только середина или края. Слизистость шляпки может быть признаком наличия слизистого общего покрывала. Такая поверхность шляпок характерна для маслят, гигрофоров, некоторых паутинников.
- Желатинозная поверхность напоминает слизистую, выглядит студенистой. При внимательном изучении можно обнаружить, что верхний слой кожицы подвижен относительно нижележащих слоёв. Встречается у грибов из родов Гоенбуелия (Hohenbuehelia), Резупинатус (Resupinatus).
- На волокнистой поверхности заметны радиальные волокна и трещины, через которые видна мякоть шляпки. Такая поверхность может быть тонко- или грубоволокнистой, слегка чешуйчатой, войлочно-волокнистой, вросшевеолокнистой. Характерна для рода Волоконница (Inocybe).
- Войлочная, щетинистая поверхность выглядит бархатистой или замшевой, прижатоволосистой, тонко- или грубовойлочной, шерстистой, пушисто-войлочной, волосисто-щетинистой.
- Чешуйчатая поверхность образована войлочными или щетинистыми чешуйками, распределёнными по шляпке равномерно или локально. Волокна чешуек могут располагаться почти параллельно поверхности шляпки или торчать вертикально, при удалении их кожица повреждается. Чешуйки могут появляться с возрастом на первоначально гладкой поверхности, их размеры и форма часто зависит от расположения на шляпке — в центре или по краю, в таких случаях наблюдается более или менее выраженная зональность поверхности. Чешуйчатые шляпки характерны для родов Макролепиота (Macrolepiota), Фолиота (Pholiota).
- Псевдочешуйчатая поверхность образована остатками общего покрывала, которые обычно отличаются по консистенции от кожицы и легко снимаются с неё. Такая поверхность шляпок особенно характерна для мухоморов, встречается и у других грибов, имеющих менее развитое общее покрывало — тогда налёт имеет вид мелких паутинистых чешуек, мучнистый или слюдянистый, того же цвета, что и кожица шляпки или отличается по цвету.
- Зональность поверхности может возникать по различным причинам: неравномерное содержание пигментов в кожице, различия в микроскопическом строении кожицы на разных зонах шляпки, наличие тканей с разной степенью гигрофанности или разной толщиной гигрофанной мякоти в центре шляпки и вблизи края.
- Ареолированная, или трещиноватая поверхность состоит из отдельных участков приросшей кожицы, разделённых сетью трещин. Она характерна для некоторых сыроежек, болетовых, также может быть связана с погодными условиями: часто кожица растрескивается при плодоношении во время засухи.

## Микроскопическое строение
Внутренняя трама шляпки представляет собой прозоплектенхиму, то есть ложную ткань, состоящую из удлинённых клеток гиф. Она может быть более или менее регулярной, состоящей из относительно параллельных гиф или нерегулярной (иррегулярной), в которой гифы переплетены неравномерно. Характер трамы шляпки соответствует характеру трамы плодового тела в целом — тот же тип гифальной системы, в ней могут присутствовать те же проводящие гифы, что и в траме других частей плодового тела, она может быть гетеромерной, то есть содержать, кроме гиф, скопления округлых клеток (сфероцист).

Особое значение имеет строение кожицы, или пилеипеллиса (лат. pileipellis). На поверхности могут встречаться цистиды, называемые по месту расположения пилеоцистидами. По структуре гифы кожицы резко отличаются от гиф внутренней мякоти шляпки. Они могут содержать пигменты, отсутствующие в траме шляпки, часто в виде инкрустаций. Кожица может быть однослойной или состоять из нескольких слоёв, обычно до трёх — эпикутис (внешний слой), кутис (средний) и субкутис (наиболее глубокий). Ткани кожицы более разнообразны, чем в траме: кроме прозоплектенхимы может встречаться параплектенхима — ложная ткань, состоящая из округлых или укороченных угловатых клеток, которая внешне напоминает настоящую паренхиму. Встречаются покровы шляпки, состоящие из палисадной ткани, похожей на гимениальный слой.
Основные типы пилеипеллиса
- Кутис состоит из гиф приблизительно одинакового диаметра, недифференцированных или слабо дифференцированных, идущих более-менее параллельно поверхности шляпки, лишь иногда могут встречаться торчащие пучки гиф или отдельные гифы. Кутис образует сухую, не клейкую в сырую погоду и гладкую поверхность.
- Иксокутис по строению аналогичен кутису, но состоит из более тонких желатинизированных гиф, набухающих от влаги. Образует слизистую или клейкую поверхность, гладкую, в сухую погоду блестящую.
- Триходермис состоит из гиф, расположенных перпендикулярно поверхности шляпки, часто собранных в торчащие пучки, клетки по диаметру или форме обычно отличаются от клеток трамы шляпки. Поверхность, образованная триходермисом сухая, не клейкая, шероховатая, часто мелкочешуйчатая.

- Иксотриходермис образован тонкими желатинизированными гифами, расположенными приблизительно перпендикулярно поверхности шляпки. Как и иксокутис, образует слизистую или клейкую, блестящую при подсыхании поверхность.
- Гименодермис состоит из округлых или утолщённых цилиндрических клеток, расположенных плотным палисадным слоем.
- Эпителий образован параплектенхимой, клетки которой могут быть шаровидными или плотно прилегающими друг к другу, деформированными. Поверхность эпителия не клейкая, обычно гигрофанная.

## Галерея: различные признаки шляпок

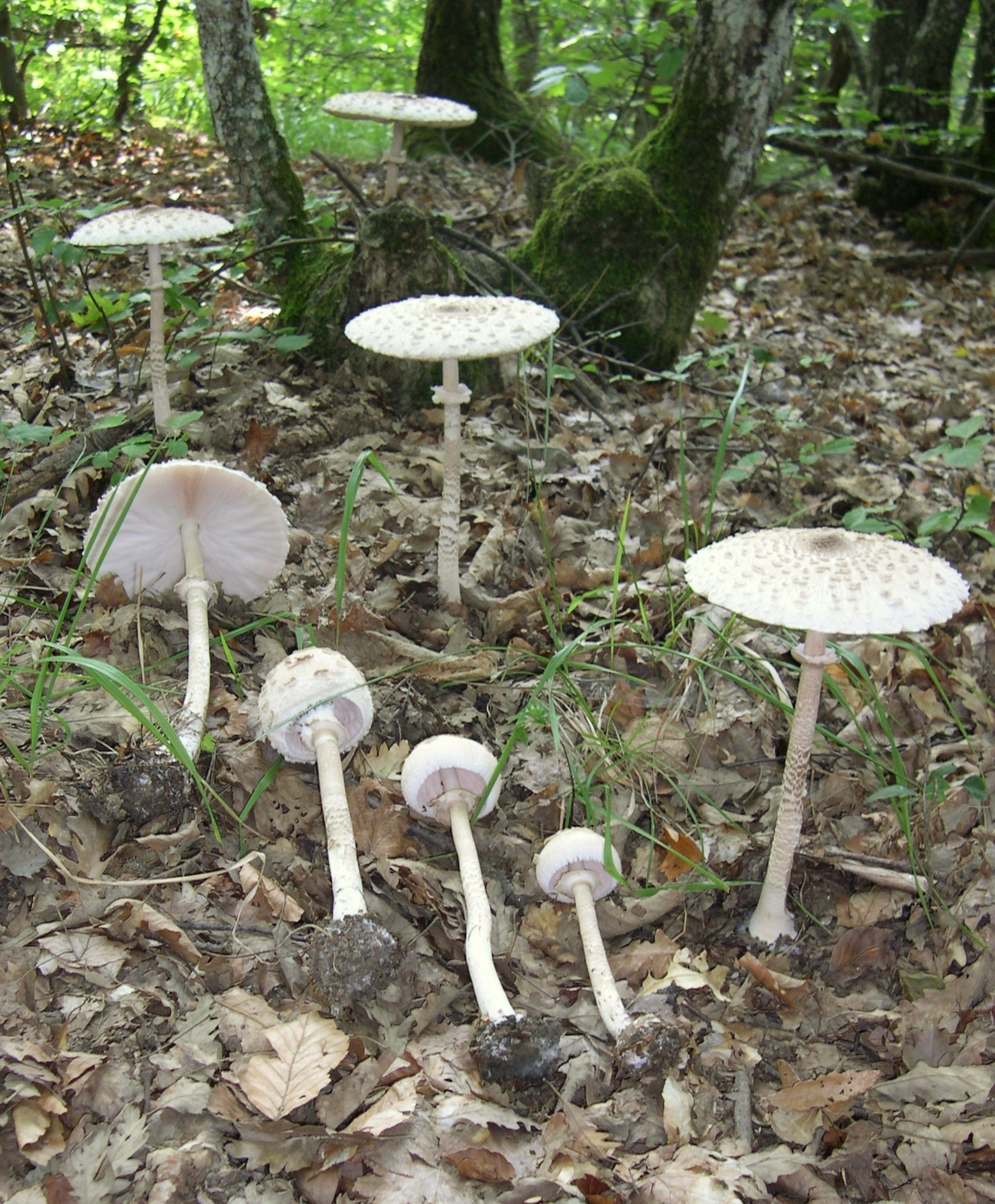
Гриб-зонтик пёстрый, плодовые тела разного возраста. Шляпки от полушаровидных до плоских, с округлым бугорком
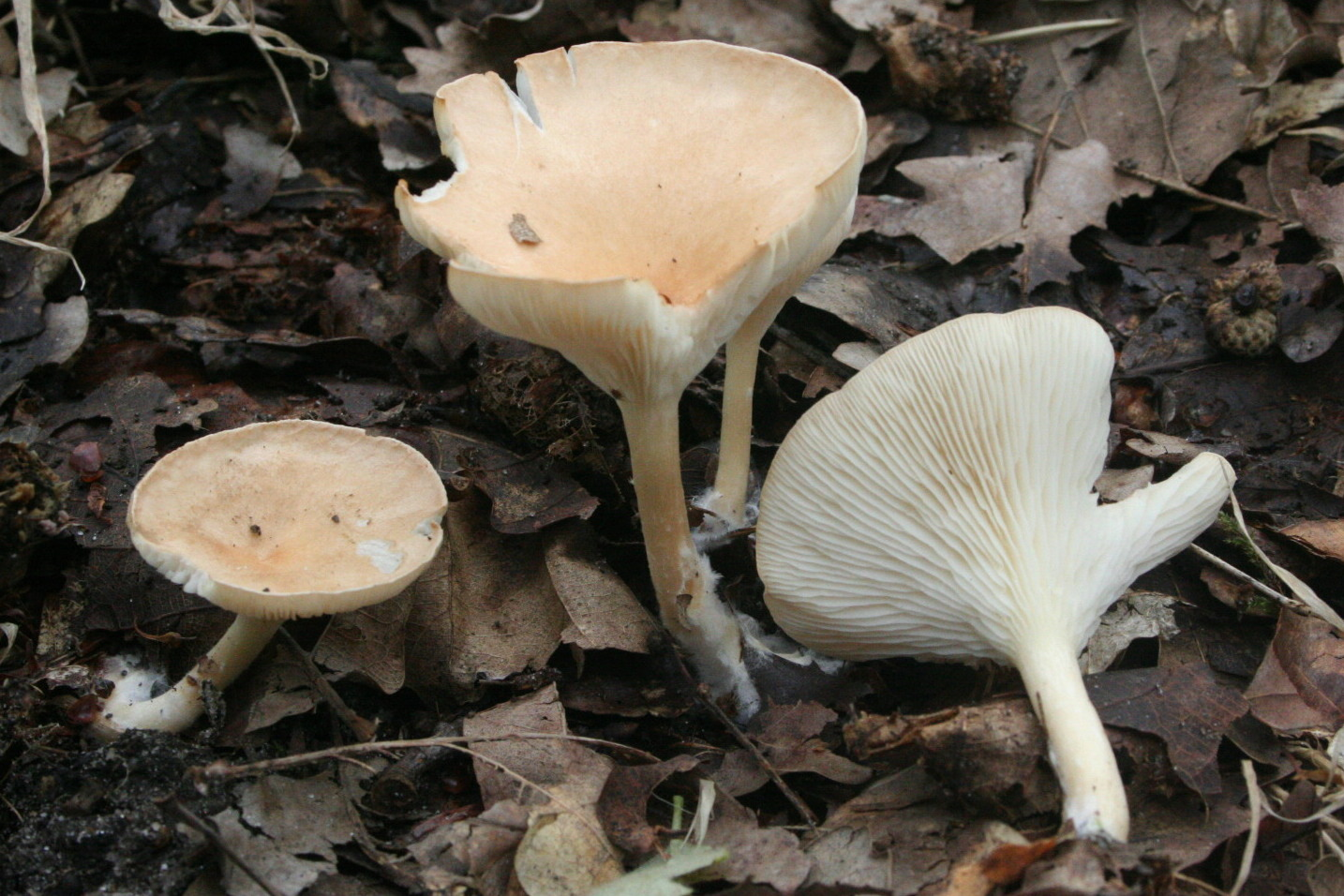
Говорушка ворончатая. Вогнутые шляпки без выраженного бугорка
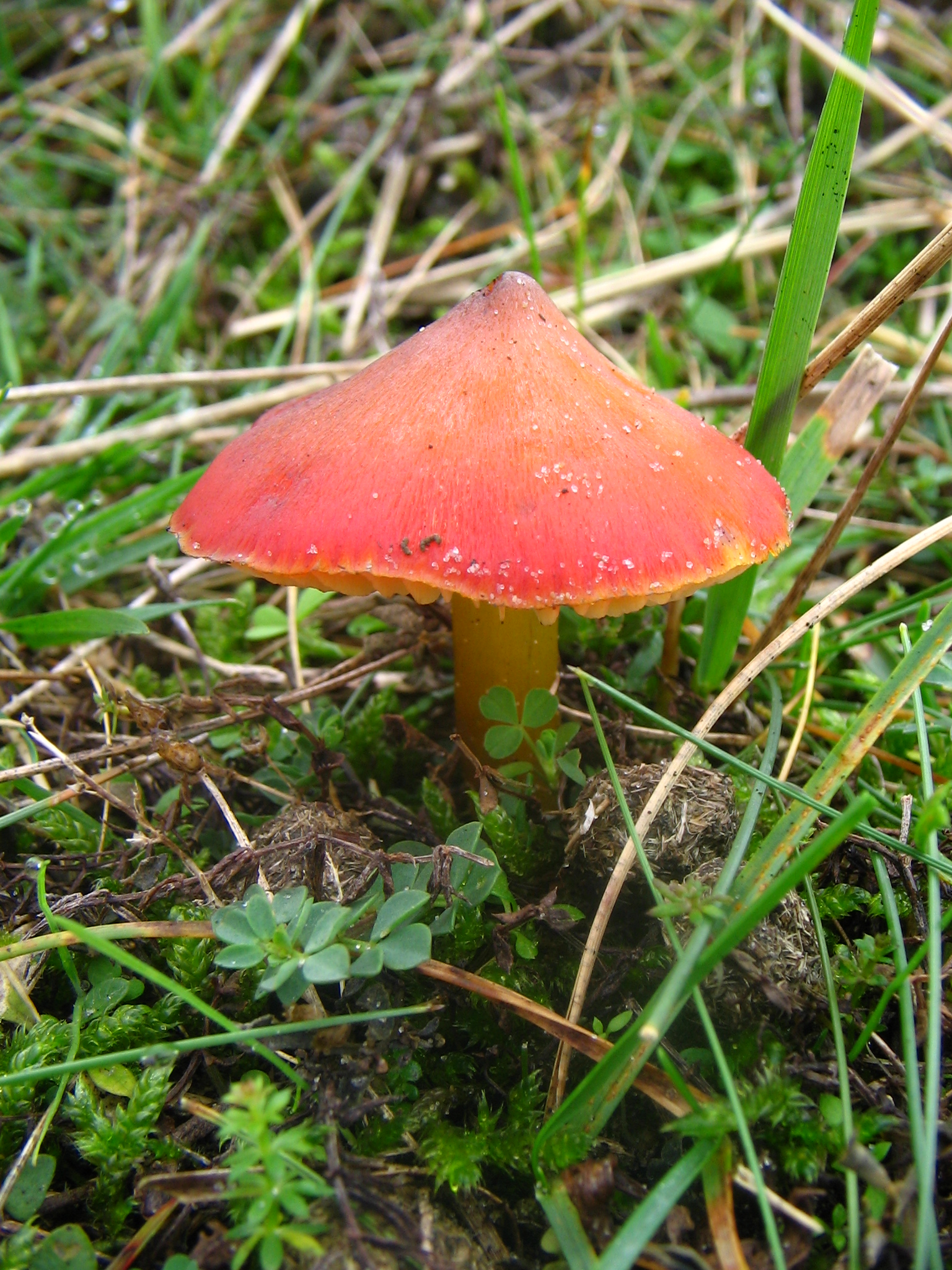
Гигроцибе коническая с конической шляпкой
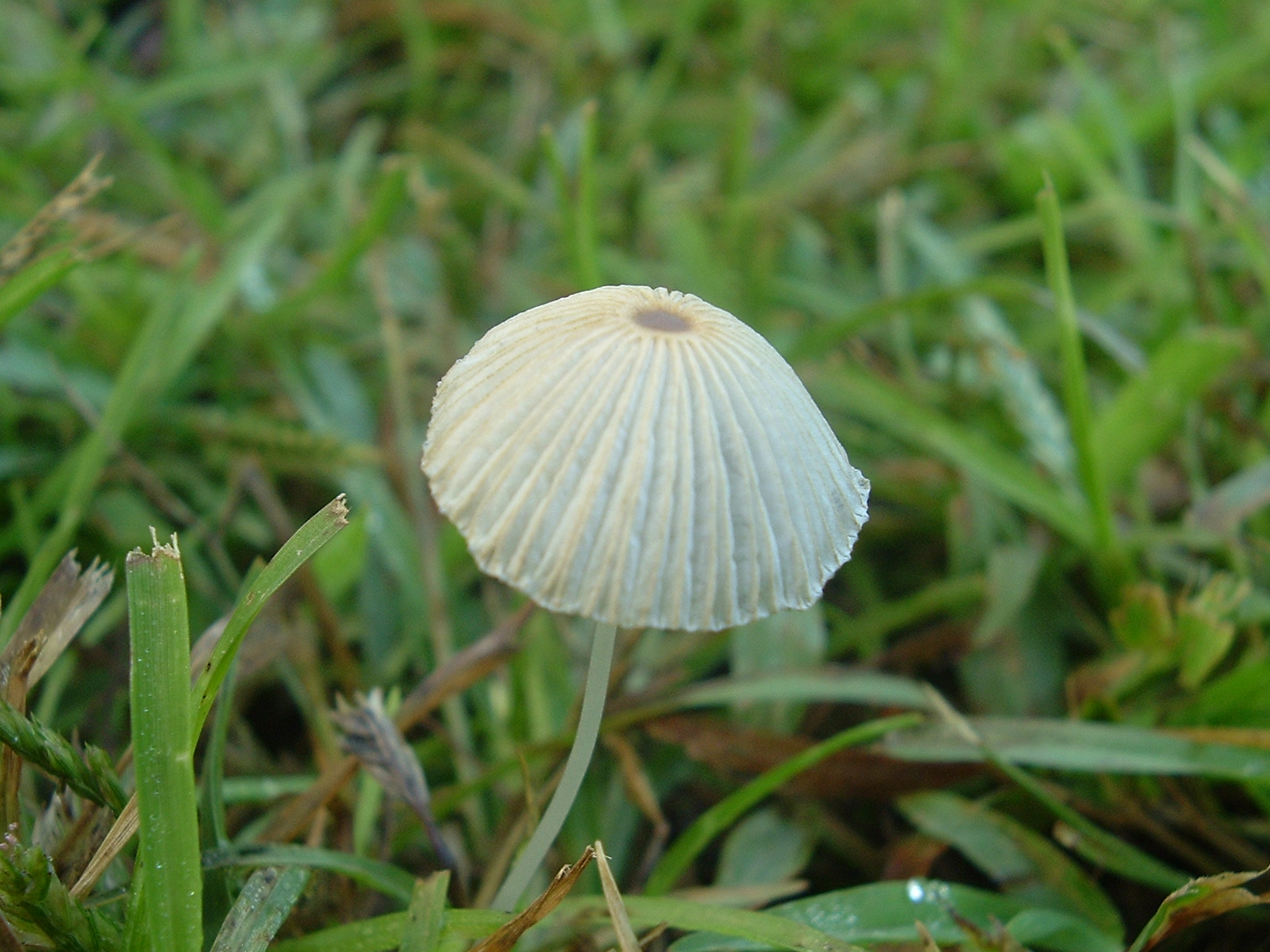
Навозник складчатый с колокольчатой складчатой шляпкой